# Bjursås
Bjursås ist ein Ort (tätort) in der schwedischen Provinz Dalarnas län und der historischen Provinz Dalarna. Der Ort liegt etwa 15 Kilometer nordwestlich von Falun am Riksväg 69 am See Rogsjön. Der Ort gehört zur Gemeinde Falun.
Carl von Linné besuchte 1734 Dalarna und beschrieb bei seinem Aufenthalt in Bjursås den Fisch Elritze.

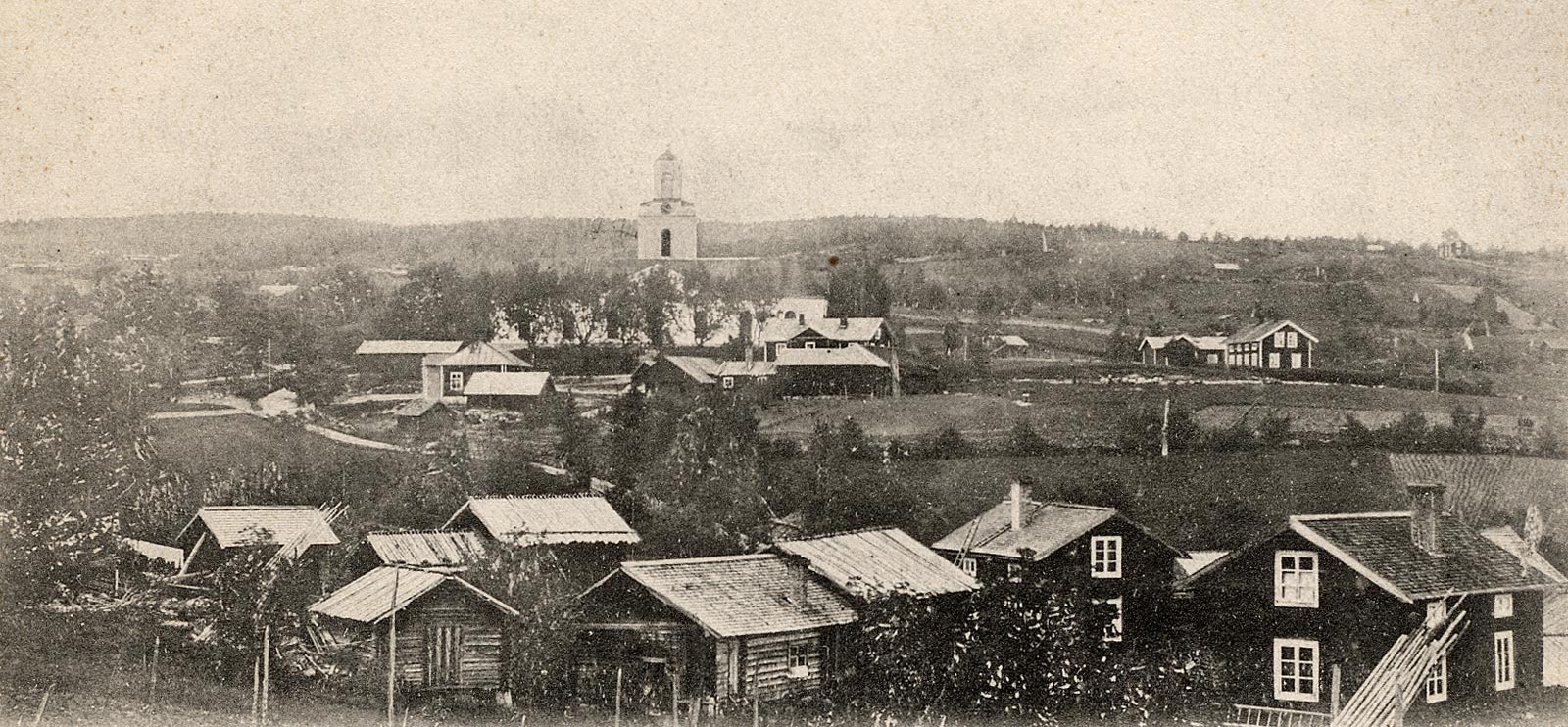
Bjursås (1900)
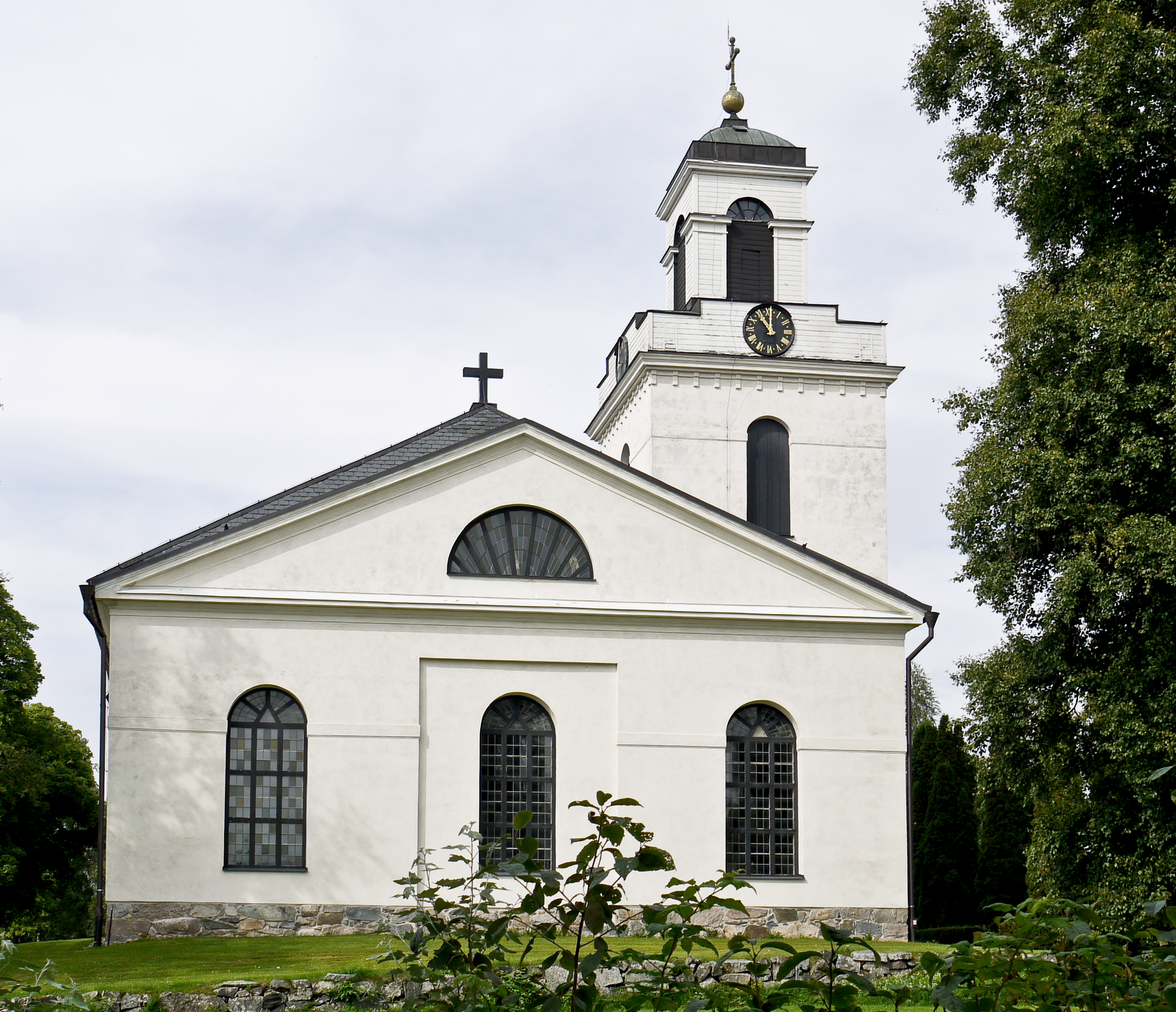
Kirche

## Bekannte Personen
- Bengt Rogström, Bandyspieler
- Einar Norelius, Illustrator
- Anders Magnevill, Pfarrer und Vikar
- Mats Persson Stadig, Maler
- Herman Geijer, Sprachforscher
- Annelie Eriksson, Reiterin